# DEX
Sparksee (conosciuto precedentemente come DEX) è un sistema di gestione di tipo base di dati a grafo scritto in C++, ad alte prestazioni, scalabile e che permette analizzare grandi volumi di dati.
Il suo sviluppo è iniziato nel 2006, la sua prima versione è stata pubblicata nel terzo quadrimestre del 2008, la sua quarta, invece, nel terzo quadrimestre del 2010.
Ne esiste anche una versione free-community, per scopi accademici o di valutazione, disponibile al download, limitata a 1 milione di nodi e senza limiti sulle aste.
Sparksee è un prodotto originato dalla ricerca portata avanti dal DAMA UPC (Data Management group della Polytechnic University of Catalonia).
Nel marzo 2010 è stata creata la spin-off Sparsity –Technologies in seno all’UPC per commercializzare tecnologie e servizi sviluppati interiormente al DAMA-UPC. A febbraio 2014, con l’uscita della quinta versione del graph-database, DEX cambia il suo nome in Sparksee. Ci sono diverse versioni gratuite con licenze per uso personale, di ricerca o di sviluppo.
La versione di prova limitata a 1 milione di oggetti è disponibile a questo Link.

## Graph Model[1]
DEX è basato nel modello  base di dati a grafo che è caratterizzato principalmente da tre proprietà:
Le strutture dei dati sono grafici o strutture simili a grafici; la manipolazione dei dati e le query sono basate su operazioni di tipo graph-database; esistono restrizioni per garantire l’integritá dei dati e le sue relazioni. Un grafo Sparksee (DEX) è un multigrafo etichettato, orientato e con attributi.
È etichettato perché tanto i nodi quanto le aste appartengono a tipi, orientato perché permette l’esistenza tanto di aste orientate come di aste non orientate; con attributi perché sia nodi che aste possono avere attributi.
Multigrafo significa che ci possono essere una molteplicità di aste tra gli stessi nodi, anche se queste sono dello stesso tipo.
La caratteristica principale di Spraksee (DEX) è il suo rendimento e la sua capacità di immagazzinamento dei dati, con ordine di grandezza di migliaia di milioni di nodi, aste e attributi, grazie all’implementazione di una struttura leggera e specializzata.

## Dettagli tecnici
- Linguaggio di programmazione: C++
- API: Java, .NET, C++, Python, Objective-C
- OS Compatibility: Windows, Linux, Mac OS, iOS, BB10
- Persistency: Disk
- Transactions: full ACID
- Recovery Manager